# Balomar
El balomar és una llengua charruana extinta que es parlava a l'actual territori de la província argentina d'Entre Ríos.
No hi ha molts documents que parlin de la gramàtica del balomar. El lingüista Loukotka va classificar-lo dins de la família charruana el 1968. És una llengua germana del chaná, parlada a l'Uruguai, actualment en revitalització.